# Doma (Anglès)
La Doma és un edifici del municipi d'Anglès que forma part de l'Inventari del Patrimoni Arquitectònic de Catalunya.

## Descripció
És un edifici de tres plantes i coberta de dues aigües a laterals adossada a l'església parroquial de Sant Miquel d'Anglès. Està formada per dos cossos, la rectoria i un edifici adossat. La planta baixa presenta dues obertures, un banc corregut a la part esquerra i un pou amb boca de pedra de Girona. Una de les dues obertures és una finestra rectangular i emmarcada de pedra. Té l'ampit emergent i treballat format per tres peces. L'altra obertura és la porta principal, emmarcada de pedra i de forma d'arc de mig punt amb grans dovelles. Té un esglaó d'entrada. Al marge dret, a tocar el pou, hi ha dues finestres llargues i primes amb protecció de ferro forjat amb decoració reticular i de motius florals.

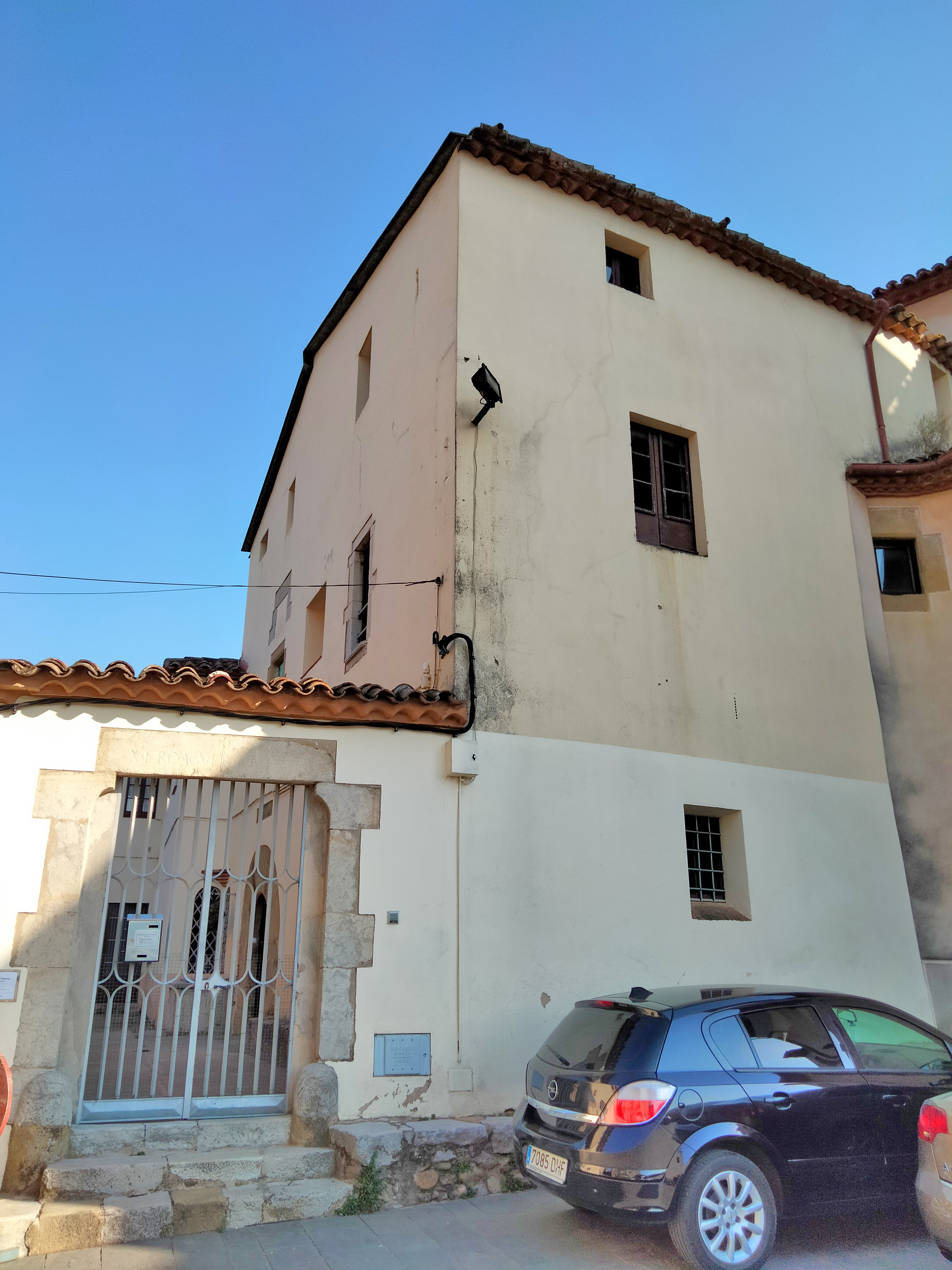
La Doma, des de la plaça de l'Església

El primer pis té tres finestres rectangulars, dues de les quals són emmarcades de pedra. Entre el primer pis i la planta baixa hi ha una pedra llarga, semblant a una llinda però situada dins el mur, amb una inscripció. El segon pis té dues petites finestres d'obra i fusta rectangulars. Entre el primer i el segon pis hi ha les restes de la part de dalt d'un marc de finestra de pedra integrat en el mur, cosa que indica possibles moviments de sòls o sostres del primer i segon pis interiors de la Rectoria.
Davant de la rectoria hi ha un pati exterior amb mur de quatre metres, porta emmarcada de pedra, reixa de ferro forjat i d'accés esglaonat. El portal presenta una llinda monolítica i impostes avançades de permòdol.

## Història
És una casa construïda el segle xvii, quan es va reformar l'antiga capella del castell d'Anglès. Resten molts elements originals, però va patir diverses reformes, sobretot interiors, durant el segle xx. A principis del segle xviii es va fer el pati que tanca la Doma, ja que es conserva una inscripció a la llinda de la porta d'entrada al pati que diu: "VERDAGUER 1707". Aquesta llinda recorda el domer Pere Verdaguer, que de ben segur fou qui encomanà bastir el portal.
A la dovella clau de la porta principal d'accés a la Doma hi ha la data de 1622, època en què es treballà en la construcció de la rectoria i la nova església. Sota d'aquesta data hi ha inscrita la data de 1941, època en què es feren algunes reformes. La llinda integrada a la façana, a l'altura del primer pis i sobre l'arc de mig punt d'entrada, conté la inscripció, potser reaprofitada d'un altre lloc, porta o finestra, següent: "IHS DOº BARO S. T. D. ME FECIT". La inscripció recorda el nom del domer i rector Domènec Baró, reformador de la Doma durant l'època en què la Doma d'Anglès s'independitzà legalment de la parròquia de la Cellera (Santa Maria de Sales), entre 1620 i 1627. La segregació de fet es dugué a terme el 1788 i, de dret, el 1859.
Una de les llindes de les finestres del primer pis conté una inscripció amb un nom, una data i una figura, encara que és pràcticament il·legible.